# Kombolcha
Kombolcha är en ort i Etiopien.   Den ligger i regionen Amhara, i den centrala delen av landet, 250 km norr om huvudstaden Addis Abeba. Kombolcha ligger 1 883 meter över havet och antalet invånare är 93 605.
Terrängen runt Kombolcha är huvudsakligen kuperad, men åt sydväst är den bergig. Runt Kombolcha är det ganska tätbefolkat, med 185 invånare per kvadratkilometer. Närmaste större samhälle är Dese, 13,3 km väster om Kombolcha. Trakten runt Kombolcha består till största delen av jordbruksmark.